# Rodos: Akramytis, Armenistis, Attavyros, Remata Kai Thalassia Zoni (Karavola-Ormos Glyfada)
Rodos: Akramytis, Armenistis, Attavyros, Remata Kai Thalassia Zoni (Karavola-Ormos Glyfada) este o arie protejată (arie specială de conservare — SAC, sit de importanță comunitară — SCI) din Grecia întinsă pe o suprafață de 27.438,26 ha, integral pe uscat.

## Localizare
Centrul sitului Rodos: Akramytis, Armenistis, Attavyros, Remata Kai Thalassia Zoni (Karavola-Ormos Glyfada) este situat la coordonatele 36°09′08″N 27°48′21″E / 36.152335°N 27.805844°E.

## Înființare
Situl Rodos: Akramytis, Armenistis, Attavyros, Remata Kai Thalassia Zoni (Karavola-Ormos Glyfada) a fost declarat sit de importanță comunitară în august 1996 pentru a proteja 4 specii de animale. Situl a fost protejat și ca arie specială de conservare în martie 2011.

## Biodiversitate
Situată în ecoregiunile marină mediteraneană și mediteraneană, aria protejată conține 21 de habitate naturale: Bancuri de nisip acoperite în permanență slab de apă marină, Straturi cu Posidonia (Posidonion oceanicae), Recifuri, Faleze cu vegetație de Limonium spp. endemic de pe coastele mediteraneene, Salicornia și alte specii anuale care populează regiunile mlăștinoase și nisipoase, Pășuni mediteraneene udate de apa mării (Juncetalia maritimi), Dune mobile cu vegetație embrionară, Depresiuni intradunale umede, Dune cu vegetație ierboasă Malcolmietalia, Dune de coastă cu Juniperus spp., Dune cu tufărișuri sclerofile Cisto-Lavenduletalia, Râuri mediteraneene cu debit intermitent, cu specii de Paspalo-Agrostidion, Matorral arborescenți cu Juniperus spp., Sarcopoterium spinosum phryganas, Pseudostepă cu ierburi și specii anuale de Thero-Brachypodietea, Pante stâncoase calcaroase cu vegetație casmofită, Peșteri marine scufundate complet sau parțial, Păduri de Cupressus (Acero-Cupression), Galerii de Salix alba și de Populus alba, Păduri de Olea și Ceratonia, Păduri de pin mediteraneene cu pini mezogeni endemici.
La baza desemnării sitului se află mai multe specii protejate:
- mamifere (1): delfin mare (Tursiops truncatus)
- pești (1): Ladigesocypris ghigii
- reptile (2): Mauremys rivulata, elaphe situla (Zamenis situla)

Pe lângă speciile protejate, pe teritoriul sitului au mai fost identificate 23 de specii de plante, 3 specii de amfibieni, 5 specii de mamifere, 2 specii de nevertebrate, 15 specii de reptile.